# جرثوم صغير مستوطن الرواسب
جرثوم صغير مستوطن الرواسب (الاسم العلمي: Limnohabitans parvus) هي نوع من البكتيريا، سلبية الغرام، تتبع الجرثومات مستوطنة الرواسب.